# Население Гуама

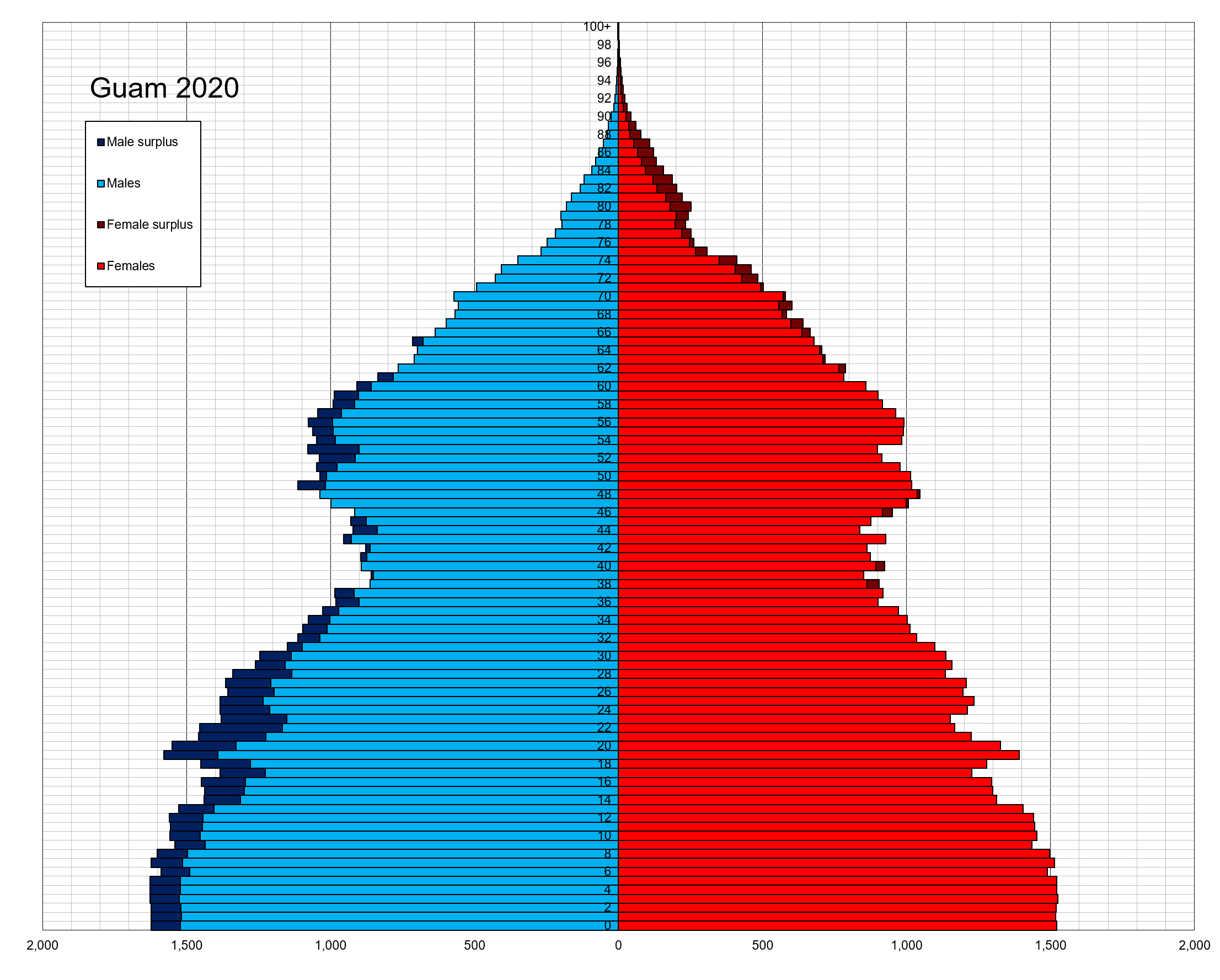
Возрастно-половая пирамида населения Гуама на 2020 год

Население Гуама представляет собой демографические особенности населения Гуама, включает плотность населения, этническую принадлежность, уровень образования, здоровье населения, экономический статус, религиозную принадлежность и другие аспекты населения.
По данным переписи населения США, в 2010 году, население Гуама составляло 159 358, что на 2,9 % больше чем в переписи населения в 2000 году (154 805).

## Население[2]
| Год  | Население | Рождений | Смертей | Естественный прирост | Коэффициент рождаемости | Коэффициент смертности | Коэффициент естественного прироста | СКР  |
| ---- | --------- | -------- | ------- | -------------------- | ----------------------- | ---------------------- | ---------------------------------- | ---- |
| 2009 |           | 3 423    | 850     | 2 573                | 21,5                    | 5,3                    | 16,1                               | 2,54 |
| 2010 | 159 358   | 3 419    | 872     | 2 547                | 21,5                    | 5,5                    | 16,0                               | 2,52 |
| 2011 |           | 3 298    | 842     | 2 456                | 20,7                    | 5,3                    | 15,4                               | 2,48 |
| 2012 |           |          |         |                      |                         |                        |                                    | 2,45 |
| 2013 |           |          |         |                      |                         |                        |                                    | 2,41 |

## Расселение
Плотность населения на Гуаме в 2015 году составила 314,6 чел / км² (47-е место в мире).

### Урбанизация
Гуам чрезвычайно урбанизированная страна. Уровень урбанизации составляет 94,5 %  населения страны (по состояния на 2015 год), темпы роста доли городского населения — 1,36 % (оценка тренда за 2010-2015 годы). 
Главный города страны: Хагатна (столица) — 143,0 тыс. человек (данные за 2014 год).

### Миграция
Годовой уровень эмиграции в 2015 году составил 6,34 ‰ (202-е место в мире). Этот показатель не учитывает разницы между законными и незаконными мигрантами, между беженцами, трудовыми мигрантами и другими.

## Демографическая статистика по версии ЦРУ
Следующие демографические данные по Гуаму по Всемирной книге фактов ЦРУ:

### Возрастная структура
- 0-14 лет: 25,47 % (21,189 мужчины/женщины 20,017)
- 15-24 лет: 17 % (мужчины 14,267/женщины 13,241)
- 25-54 лет: 39,23 % (32,315 мужчины/женщины 31,159)
- 55-64 лет: 9,4 % (мужчины 7,655/женщины 7,560)
- 65 лет и старше: 8,89 % (6,552 мужчины/женщины 7,830)

### Текущее население
- 174,445 (2017)

### Темпы роста населения
- 0,54 %

### Рождений
- 16,82 рождений на 1000 жителей

### Смертей
- 5,12 смертей на 1000 жителей

### Миграция
- 6,34 человек на 1000 жителей

### Соотношение полов

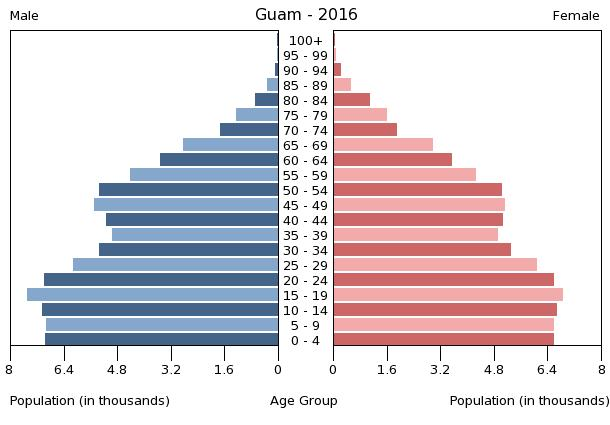
Возрастно-половая пирамида населения Гуама, 2016 год

- При рождении: 1.06 мужчин/женщин
- 0-14 лет: 1.06 мужчин/женщин
- 15-24 лет: 1.08 мужчин/женщин
- 25-54 лет: 1.04 мужчин/женщин
- 55-64 лет: 1.01 мужчин/женщин
- старше 65 лет: 0.84 мужчин/женщин
- Всё население: 1.03 мужчин/женщин

### Коэффициент младенческой смертности
- Население: 5.41 смертей на 1,000 жителей
- Мужчины: 5.81 смертей на 1,000 жителей
- Женщины: 4.99 смертей на 1,000 жителей

### Ожидаемая продолжительность жизни
- Общая: 78.98 лет
- Мужчины: 75.94 лет
- Женщины: 82.21 лет

### Суммарный коэффициент рождаемости
- 2,34 рождённых детей на женщину

### Этнические группы[3]
| Этнические группы (2010 год) | Этнические группы (2010 год) | Этнические группы (2010 год) | Этнические группы (2010 год) | Этнические группы (2010 год) |
| Этнос:                       |                              |                              | Процент:                     |                              |
| ---------------------------- | ---------------------------- | ---------------------------- | ---------------------------- | ---------------------------- |
| Чаморро                      |                              |                              | 37.3 %                       |                              |
| Филиппинцы                   |                              |                              | 26.3 %                       |                              |
| Белые                        |                              |                              | 7.1 %                        |                              |
| Чуук                         |                              |                              | 7 %                          |                              |
| Корейцы                      |                              |                              | 2.2 %                        |                              |
| Микронезийцы                 |                              |                              | 2 %                          |                              |
| Китайцы                      |                              |                              | 1.6 %                        |                              |
| Другие азиаты                |                              |                              | 2 %                          |                              |
| Палау                        |                              |                              | 1.6 %                        |                              |
| Японцы                       |                              |                              | 1.5 %                        |                              |
| Понпейцы                     |                              |                              | 1.4 %                        |                              |
| Смешанного происхождения     |                              |                              | 9.4 %                        |                              |
| Другие                       |                              |                              | 0.6 %                        |                              |

- Чаморро 37.3%
- Филиппинцы 29.3%
- Пуэрториканцы 9.7%
- Белые 7.1%
- Чуук 7%
- Корейцы 2.2%
- Другие островные народы 2%
- Азиаты 2%
- Китайцы 1.6%
- Палау 1.6%
- Японцы 1.5%
- Народы с острова Понпеи 1.4%
- Смешанные 9.4%
- Другие 0.6%

### Религия
По данным исследовательского центра Pew:
- Католицизм 75%
- Протестантизм 17.7%
- Нерелигиозные 1.7%
- Другие религии 1.6%
- Традиционные верования 1.5%
- Другие христиане 1.4%
- Буддизм 1.1%
- Православие <1%
- Индуизм <1%
- Ислам <1%
- Иудаизм <1%

### Языки
- Английский язык 43.6%
- Филипино 21.2%
- Чаморро 17.8%
- Другие островные языки 10%
- Азиатские языки 6.3%
- Испанский язык и другие 1.1%